# زیر چراغ‌های استادیوم
زیر چراغ‌های استادیوم (به انگلیسی: Under the Stadium Lights) یک فیلم درام و ورزشی آمریکایی محصول سال ۲۰۲۱ به کارگردانی تاد راندال با بازی میلو گیبسون، لارنس فیشبرن و نوئل گوگلیمی است. این فیلم بر اساس کتاب غیرداستانی برادران نگهبان نوشته آل پیکت و چاد میچل ساخته شده‌است.

## داستان
داستان واقعی تیم فوتبال آمریکایی ۰۹ آبیلن را به تصویر می‌کشد که برای دست یافتن به قهرمانی در میان دبیرستان‌های آمریکا، سختی‌های زیادی را پشت سر گذاشته و…

## انتشار فیلم
در نوامبر ۲۰۲۰، صبان فیلمز حقوق آمریکای شمالی و بریتانیا را برای این فیلم به دست آورد و نام آن را به زیر چراغ‌های استادیوم تغییر داد. در ۴ ژوئن ۲۰۲۱ در سینماهای منتخب و دیجیتال منتشر شد. در ۳ اوت ۲۰۲۱ به صورت دی‌وی‌دی منتشر شد.

## تولید
تصویربرداری اصلی قبل از همه‌گیری کووید ۱۹ به پایان رسیده‌است. و فیلمبرداری در ابیلین، تگزاس در اوایل سال ۲۰۱۹ به پایان رسید.

## پاسخ انتقادی
این فیلم بر اساس هفده نقد در راتن تومیتوز امتیاز ۱۲٪ دارد.